# Veliki Badić
Veliki Badić es un pueblo de la municipalidad de Bosanska Krupa, en el cantón de Una-Sana, Bosnia y Herzegovina.

## Superficie
Posee una superficie de 11,73 kilómetros cuadrados.

## Demografía
Hasta 2013 la población era de 794 habitantes, con una densidad de población de 67,7 habitantes por kilómetro cuadrado.